# صالح العمری
صالح العمری (انگلیسی: Saleh Al-Amri؛ زادهٔ ۱۴ اکتبر ۱۹۹۳) یک ورزشکار اهل عربستان سعودی است.
از باشگاه‌هایی که در آن بازی کرده‌است می‌توان به باشگاه فوتبال الاهلی عربستان سعودی و باشگاه فوتبال القادسیه عربستان سعودی اشاره کرد.
وی همچنین در تیم ملی فوتبال Saudi Arabia U23 بازی کرده است.